# Vehículo Lanzador de Satélites
El Veículo Lançador de Satélites o VLS es una familia de cohetes desarrollados en Brasil, con el fin de colocar un satélite en órbita terrestre. Existen dos modelos; el VLS-1 y el VLS-2.
Estos cohetes son montados y lanzados en el Centro de Lanzamiento de Alcántara, situado en el estado de Maranhão.

## Historia

### Inicio del programa: VLS-1
El desarrollo del VLS-1 se inició en 1984, en paralelo a las pruebas con el cohete de prueba Sonda IV. El 1 de diciembre de 1985 se probó el VLS-R1, que falló, alcanzando el apogeo a los 10 km. El 18 de mayo de 1989 se realizó una nueva prueba, el VLS-R2, con la que se llegó a los 50 km de altura, su primera fase está constituida por cuatro propulsores iguales, del tipo S-43, que operan a la par, y es similar a la primera fase del cohete Sonda IV, perteneciente a la última serie de los cohetes Sonda, en los que se basan los VLS.
El propulsor de la segunda fase es idéntico al de la primera, menos por una tobera móvil. El propulsor de la tercera etapa es del tipo S-40, también equipado con tobera móvil. 
El propulsor S-44 de la cuarta etapa está construido con fibra de carbono, posee tobera fija y es el responsable del incremento final de velocidad que pone al satélite en órbita.
La capacidad proyectada para colocar en órbitas bajas satélites fue de hasta 350 kg, a altitudes elevadas de entre 250 a 1000 km

### Pruebas y final
El proyecto VLS pasó por tres pruebas de vuelo en 1997, en 1999 y en 2003. Posteriormente, mientras proseguía su desarrollo, fueron previstos cuatro vuelos de calificación antes de considerar apto el cohete. 
En su vuelo inaugural, denominado VLS-1 V01, en noviembre de 1997, en la misión denominada Brasil, el primer prototipo del VLS-1 fue lanzado desde el Centro de Lanzamiento de Alcántara (CLA), transportando el satélite SCD-2A. El cohete debió ser destruido durante el vuelo debido a un fallo.
Dos años después, en diciembre de 1999, la misión Almenara realizó el segundo lanzamiento de cualificación, llevando a bordo del VLS-1 V02 un satélite científico del INPE, el SACI 2. Nuevamente el cohete fue destruido durante el despegue por problemas técnicos.
El 22 de agosto de 2003, el VLS-1 V03 en la misión São Luís, explotó provocando un terrible accidente y matando a 21 técnicos. Dos satélites científicos brasileños, el SATEC, del Instituto Nacional de Pesquisas Espaciais y el UNOSAT, de la Universidad Norte de Paraná, fueron destruidos.
La siguiente prueba, el VLS-1 V04 estaba inicialmente prevista para 2006, pero finalmente fue cancelada. El IAE y el CTA realizaron varias pruebas de las diferentes etapas del cohete VLS en octubre de 2008. En 2012 se llevaron a cabo también distintas pruebas técnicas del cohete, de cara a continuar con su desarrollo.
Luego de los largos ires y venires, así como del incumplimiento de las partes involucradas en el proyecto, el programa fue cancelado el 16 de febrero de 2016 ante el Senado de Brasil en una anuncio oficial de la Agencia Espacial Brasileña. Los enormes costos y desafíos tecnológicos, de no muy buenos resultados, en conjunto con el fracaso de la asociación con Ucrania para acelerar el desarrollo, que de hecho lo retrasaría, y el mal estado de la economía del Brasil, terminaron por condenar al proyecto.

## Características del VLS
Sus principales características son:
- Número de etapas: 4
- Altura total: 19,7 m
- Diámetro de los propulsores: 1 m
- Masa total: 50 t
- Masa de propelente de la 1.ª etapa: 28,6 t (4 propulsores S 43)
- Masa de propelente de la 2.ª etapa: 7,2 t (1 propulsor S 43)
- Masa de propelente de la 3.ª etapa: 4,4 T (1 propulsor S 40)
- Masa de propelente de la 4.ª etapa: 0,8 T (1 propulsor S 44)
- Carga útil (média): 200 kg
- Órbita media: 750 km
- Propelente sólido: perclorato de amonio, polibutadieno y aluminio en polvo.